# Robin Atkin Downes
Robin Atkin Downes är en brittisk röstskådespelare.

## Biografi
Robin Atkin Downes är född i London i England. Han anses vara en av de mest produktiva röstskådespelarna i Los Angeles, som är känd för att ha gjort många röster inom olika TV-serier, filmer och datorspel[källa behövs]. Han är gift med Michael Ann Young.

## Filmografi

### TV-serier
- Angel - Pockla
- Arli$$ - Holland Pound
- Avatar: Legenden om Aang - Olika karaktärer
- The Avengers: världens mäktigaste hjältar - Abomination, Baron Zemo
- Batman: Den tappre och modige - Weather Wizard, Firefly, King Cobra, Ten-Eyed Man
- Babylon 5 - Byron
- Babylon 5: In the Beginning - Morann
- Ben 10 - Jonah Melville
- Ben 10: Ultimate Alien - Sir Cyrus, Zs'Skyar
- Beverly Hills, 90210 - Richard
- Buffy och vampyrerna - Machida
- Criminal Minds - Lachlan McDermott
- CSI: Miami - Danny Walters
- Entourage - Photo Shoot Director
- Förhäxad - Demon of Illusion
- Grymma sagor med Billy & Mandy - Chocolate Sailor
- In Plain Sight - Vidonne Gustonne
- Justice League Unlimited - the Gentleman Ghost (röst), Sinestro (röst, okrediterad)
- Nash Bridges - Bruce Jenkel
- Regular Show - Gary
- Rubbing Charlie - Packy
- Stroker and Hoop - Olika karaktärer
- The Starter Wife - Jeff
- ThunderCats - Mumm-Ra
- Titans - Skyler
- Wiener Park - Packy

### Filmroller
- Aliens vs. Predator 2 - Datorröst
- All-Star Superman - Solaris
- Batman: Year One - Harvey Dent
- Disaster Movie - Emergency Broadcaster
- Draktränaren - Ack
- Hansel & Gretel: Witch Hunters - Edward (röst)
- Justice League: The New Frontier - Guardians of the Universe
- Meet the Spartans - Berättaren
- Predators - Djurröster
- Repo Men - News reporter
- Steamboy - David
- Sagan om Despereaux - Katten
- Transformers: De besegrades hämnd - Prime #3

### Datorspelsroller
- Army of Two: The 40th Day - Viktor Breznev
- Asura's Wrath - Yasha
- Baten Kaitos Origins - Seph
- Bionic Commando - Thomas “Sniper” Clarke, FSA Recon Pilot, Cloudsplitter Pilot
- Brütal Legend - Fletus/Olika röster
- Bulletstorm - Doc Oliver
- Call of Duty - Major Ingram S.O.E.
- Call of Duty: Modern Warfare 3 - Nikolai
- Call of Duty: United Offensive - Major Ingram S.O.E.
- Dirge of Cerberus: Final Fantasy VII - Genesis Rhapsodos
- Dragon Age II - Keran/Jansen/Olika röster
- Fatal Frame II: Crimson Butterfly - Seijiro Makabe
- F.E.A.R. 3 - Michael Becket
- Final Fantasy XIII - Olika röster
- Final Fantasy XIV - Olika röster
- Final Fantasy Tactics: The War of the Lions - Delita Heiral
- Gears of War - Lt. Kim and Chaps
- Gears of War 2 - Minh, Chaps, Niles, Locust Drones, Kantus, Boomers and Sires
- Gears of War 3 - Loucust Kantus
- G.I. Joe: The Rise of Cobra - Destro
- Ghost Rider - Blackheart
- God of War II - Translator 1
- Guild Wars - Prince Rurik
- Guild Wars Nightfall - Zhed Shadowhoof/Dunkoros Son
- Halo 2 - The Prophet of Regret
- Halo Wars - The Prophet of Regret
- Haunting Ground - Lorenzo
- Jak and Daxter: The Lost Frontier - Captain Phoenix
- Jade Empire - Sagacious Zu
- Just Cause - Rico Rodriguez
- Kane & Lynch 2: Dog Days - Olika röster
- Killer7 - Hiro Kasai
- Kingdom Hearts II - Luxord
- Kingdom Hearts 358/2 Days - Luxord
- Lair - Rohn
- Lost Planet 2 - Olika röster
- MadWorld - Operator A/Kojack
- Marvel: Ultimate Alliance - Bruce Banner, Dark Cyclops, Crimson Dynamo
- Marvel vs. Capcom 3: Fate of Two Worlds - Announcer
- Mass Effect - Sebastian Van Heerden, Salarian, Turian
- Metal Gear Solid: Peace Walker - Kazuhira Miller
- Metal Gear Solid: Portable Ops - Olika soldater
- Metal Gear Solid 3: Snake Eater - Olika soldater
- Ninja Gaiden - Gamov
- Ninja Gaiden II - Alexei
- Ninja Gaiden Sigma - Gamov
- Ninja Gaiden Sigma 2 - Alexei
- No More Heroes - Travis Touchdown
- No More Heroes 2: Desperate Struggle - Travis Touchdown
- Onimusha 3: Demon Siege - Samanosuke Akechi
- Prince of Persia: Warrior Within - the Prince
- Pirates of the Caribbean: Vid världens ände - Davy Jones
- Ratchet & Clank Future: Tools of Destruction - Captain Slag
- Ratchet & Clank: Rift Apart - Kejsare Nefarious
- Ratchet & Clank Future: Quest for Booty - Captain Slag
- Ratchet & Clank Future: A Crack in Time - Captain Slag
- Resistance 2 - Daedelus
- Resistance 3 - Joseph Capelli
- Resistance: Retribution - James Grayson
- Resonance of Fate - Olika röster
- Saints Row The Third - Röst
- Spider-Man: Friend or Foe - Mysterio
- Spider-Man: Web of Shadows - Moon Knight
- StarCraft 2: Wings of Liberty - Science Vessel
- Star Wars: Empire at War: Forces of Corruption - Grand Admiral Thrawn
- Star Wars: Knights of the Old Republic - Griff Vao/Mekel
- Syphon Filter: Logan's Shadow - Dane Bishop
- Tales of Symphonia - Origin/Botta
- Team Fortress 2 - Medic
- The Elder Scrolls V: Skyrim - Brynjolf
- The Matrix: Path of Neo - The Merovingian
- The Saboteur - Sean Devlin
- Tomb Raider - Conrad Roth
- Tron: Evolution - Kalev
- Uncharted: Drake's Fortune - Atoq Navarro
- Uncharted 2: Among Thieves - Tenzin/Olika soldater
- Uncharted 3: Drake's Deception - Talbot
- Valkyria Chronicles - Faldio Landzaat
- Vanquish - Olika röster
- X-Men Legends - Cyclops/Pyro
- Yakuza - Kyohei Jingu